# Блоуїнг-Пойнт
Блоуїнг-Пойнт (англ. Blowing Point) — сільська громада у складі британської території Ангілья.

## Географія
Розташовується на південному узбережжі головного острова Ангілья.

### Клімат
Село знаходиться у зоні, котра характеризується кліматом тропічних саван. Найтепліший місяць — вересень із середньою температурою 28.9 °C (84 °F). Найхолодніший місяць — лютий, із середньою температурою 25.6 °С (78 °F).
| Клімат Блоуїнг-Пойнта   | Клімат Блоуїнг-Пойнта | Клімат Блоуїнг-Пойнта | Клімат Блоуїнг-Пойнта | Клімат Блоуїнг-Пойнта | Клімат Блоуїнг-Пойнта | Клімат Блоуїнг-Пойнта | Клімат Блоуїнг-Пойнта | Клімат Блоуїнг-Пойнта | Клімат Блоуїнг-Пойнта | Клімат Блоуїнг-Пойнта | Клімат Блоуїнг-Пойнта | Клімат Блоуїнг-Пойнта | Клімат Блоуїнг-Пойнта |
| Показник                | Січ.                  | Лют.                  | Бер.                  | Квіт.                 | Трав.                 | Черв.                 | Лип.                  | Серп.                 | Вер.                  | Жовт.                 | Лист.                 | Груд.                 | Рік                   |
| Середній максимум, °C   | 27,8                  | 27,8                  | 28,9                  | 28,9                  | 30                    | 31,1                  | 31,1                  | 31,1                  | 31,1                  | 31,1                  | 30                    | 28,9                  | 29,8                  |
| Середня температура, °C | 26,1                  | 25,6                  | 26,7                  | 27,2                  | 27,8                  | 28,3                  | 28,3                  | 28,3                  | 28,9                  | 28,3                  | 27,8                  | 26,7                  | 27,5                  |
| Середній мінімум, °C    | 23,9                  | 22,8                  | 23,9                  | 25                    | 25                    | 26,1                  | 26,1                  | 26,1                  | 27,2                  | 26,1                  | 25                    | 23,9                  | 25,1                  |
| Норма опадів, мм        | 70                    | 40                    | 50                    | 90                    | 80                    | 90                    | 100                   | 110                   | 140                   | 150                   | 140                   | 100                   | 1160                  |
| Днів з опадами          | 22                    | 18                    | 16                    | 15                    | 16                    | 18                    | 22                    | 21                    | 21                    | 20                    | 21                    | 21                    | 231                   |
| Вологість повітря, %    | 75                    | 75                    | 75                    | 75                    | 75                    | 75                    | 75                    | 75                    | 75                    | 75                    | 75                    | 75                    | 75                    |
| ----------------------- | --------------------- | --------------------- | --------------------- | --------------------- | --------------------- | --------------------- | --------------------- | --------------------- | --------------------- | --------------------- | --------------------- | --------------------- | --------------------- |
| Джерело: Weatherbase    |                       |                       |                       |                       |                       |                       |                       |                       |                       |                       |                       |                       |                       |